# Linde Gases US
Linde Gases US, tidigare Linde Air Products Company och Praxair, är ett amerikanskt multinationellt kemiföretag som tillverkar och levererar industrigaser till industriella kunder. De är ett dotterbolag till Linde plc.

## Historik
Företaget grundades 1907 som Linde Air Products Company i Cleveland i Ohio av den tyske ingenjören Carl von Linde. Under första världskriget blev företaget konfiskerad av USA och 1917 blev den fusionerad med andra företag för att vara Union Carbide and Carbon Corporation. 1992 blev den avknoppad från Union Carbide och fick namnet Praxair. 1996 köpte man upp Chicago Bridge & Iron Company (CB&I), där CB&I:s dotterbolag för kemikalier blev överförda till dem. Redan året därpå blev CB&I avknoppat och registrerades i Nederländerna. Den 31 oktober 2018 fusionerades Praxair med Linde AG för 80 miljarder amerikanska dollar. Den 13 augusti 2020 meddelade Linde att Praxair skulle byta namn och få ett namn där Linde ingår, det skulle genomföras den 1 september.